# Sehnerv

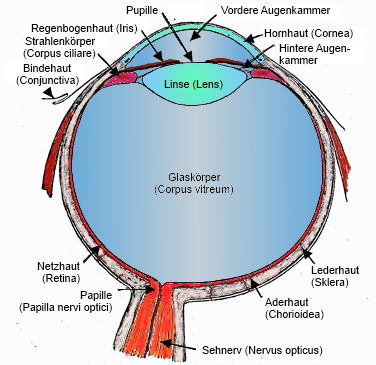
Schema eines Horizontalschnitts durch das menschliche rechte Auge und dessen Sehnerv (unten).

Der paarige Sehnerv oder Nervus opticus (latinisiert von altgriechisch ὀπτικός optikós, deutsch ‚zum Sehen gehörig‘), auch zweiter Hirnnerv, N. II genannt, stellt den ersten an die Netzhaut (Retina) anschließenden Abschnitt der Sehleitung dar. Er führt als sensorische Nervenfasern (speziell somatoafferent) die Axone der retinalen Ganglienzellen des Augapfels einer Seite gebündelt und beginnt mit dem Austritt an der Sehnervenpapille (Papilla nervi optici) als Sehnervenkopf.

## Sehnerv des Menschen

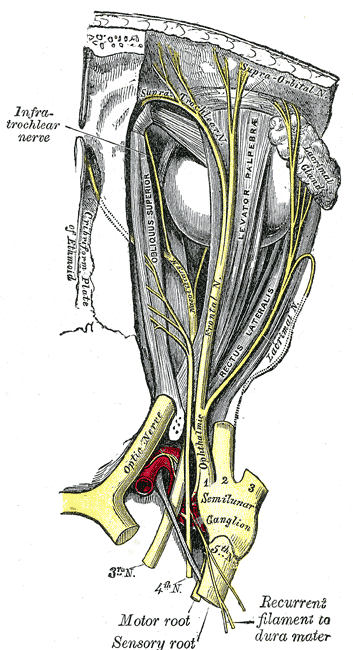
Verlauf des rechten Sehnerven in der Augenhöhle (intraorbital) durch den Sehnenring der Augenmuskeln, sowie durch den Sehnervenkanal (Canalis opticus) in den Schädel bis zu der Kreuzung im Chiasma opticum.

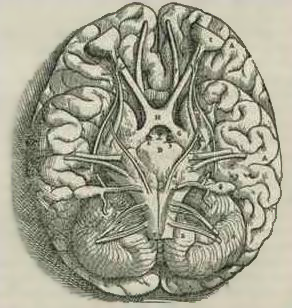
Von den Augäpfeln verlaufen die Sehnerven oder Nervi optici bis zu ihrer Kreuzung (Chiasma opticum).
Als zweite Hirnnerven werden sie über die nachfolgenden Sehbahnabschnitte (Tractus optici) dem Zwischenhirn (Diencephalon) zugeordnet.
Zeichnung von Andreas Vesalius, 1543.

Der Sehnerv eines erwachsenen Menschen ist etwa 4 mm dick und verläuft, je nach Augenstellung leicht geschlängelt oder im Bogen, vom Auge durch die Augenhöhle und durch den Sehnervenkanal (Canalis opticus) des Keilbeins in den Schädel. Seine Verlaufsstrecke – von der Papille mit dem Sehnervenkopf am Austritt durch die siebartige Lamina cribrosa sclerae der Sclera bis zum Zusammentreffen mit dem Sehnerven der anderen Seite im Chiasma opticum und hier der teilweisen Kreuzung von Fasern zur Gegenseite – ist etwa 4,5 cm lang und lässt sich gliedern in
- intrabulbären Teil (Pars intraocularis), noch im Augapfel (Bulbus oculi) liegend,
- intraorbitalen Teil (Pars intraorbitalis), in der Augenhöhle (Orbita) verlaufend,
- intrakraniellen Teil (Pars intracanalicularis und Pars intracranialis), in dem knöchernen Sehnervenkanal bzw. in der Höhle des Schädels (Cranium) gelegen.

Ein Sehnerv enthält rund eine Million Nervenfasern, jede der einzeln umhüllte Neurit einer bestimmten Ganglienzelle der Retina. Es sind damit die Nervenzellfortsätze der 3. afferenten Neuronen der Sehleitung – ihr 1. Neuron sind die Photorezeptoren in der äußeren, ihr 2. die bipolaren Nervenzellen in der inneren Körnerschicht der Retina. Deren Signale sammeln die retinalen Ganglienzellen und leiten über ihren Neuriten je ein eigenes Signal aus dem Auge an 4. Neuronen im Zwischenhirn, die größtenteils in dessen seitlichen Kniehöckern (Corpus geniculatum laterale, CGL) liegen.
Auf dem Weg dahin kreuzen beim Menschen die nasalen Hälften der Sehnervenfasern, Signale aus der nasalen Netzhauthälfte leitend, in der Sehnervenkreuzung (Chiasma opticum) zum Tractus opticus der anderen Seite, so dass die Signale aus einer Gesichtsfeldhälfte zur gegenseitigen Gehirnhälfte gelangen. Nach dem Chiasma wird die Bahn Tractus genannt.
Normalerweise werden die Axone (Neuriten) der retinalen Ganglienzellen beim Verlassen des Augapfels an der Sehnervenpapille von Myelinscheiden der Oligodendrozyten umgeben, was eine erhöhte Leitungsgeschwindigkeit im Sehnerven ermöglicht, jedoch bei einer Demyelinisierung zu Funktionsstörungen führt. Daneben finden sich auch andere Gliazellen wie Astrozyten nahe der Axone. Die histologische Ähnlichkeit mit Geweben des ZNS liegt darin begründet, dass die Netzhaut, aus der der Sehnerv im Verlauf der embryonalen Entwicklung aussprießt, aus dem Augenbläschen entsteht, welches aus Anteilen des Vorderhirnbläschens (Prosencephalon) hervorgeht.
Der Sehnerv ist zudem, wie das Nervengewebe des Gehirns, umgeben von einer derben Hülle, die eine kontinuierliche Fortsetzung der harten Hirnhaut (Dura mater) darstellt und vorn nahtlos in die Lederhaut (Sclera) des Auges übergeht. An der Papille treten auch die innerhalb des Faserbündels eines Sehnerven verlaufenden zentralen Netzhautgefäße, die Arteria centralis retinae und die Zentralvene, ein bzw. aus und sichern die Durchblutung der inneren Retinaschichten. Da im Bereich der Durchtrittsstelle die Photorezeptoren der Netzhaut fehlen, tritt im Gesichtsfeld der Blinde Fleck als physiologisches Skotom auf.
Schädigungen des Sehnerven machen sich oft durch pathologische Gesichtsfeldausfälle des betroffenen Auges bemerkbar. Zu den häufigen Krankheiten mit Beteiligung des Sehnerven zählen Grüner Star (Glaukom) und Optikusatrophie (wobei es zu einer Vertiefung der Papille kommen kann) sowie die Neuritis nervi optici. Sehnerv und Netzhaut können als vorgeschobene Anteile des Diencephalons verstanden werden; sie sind als Teile des Gehirns anzusehen und im Regenerationsvermögen eingeschränkt.

## Ophthalmologische Überprüfung

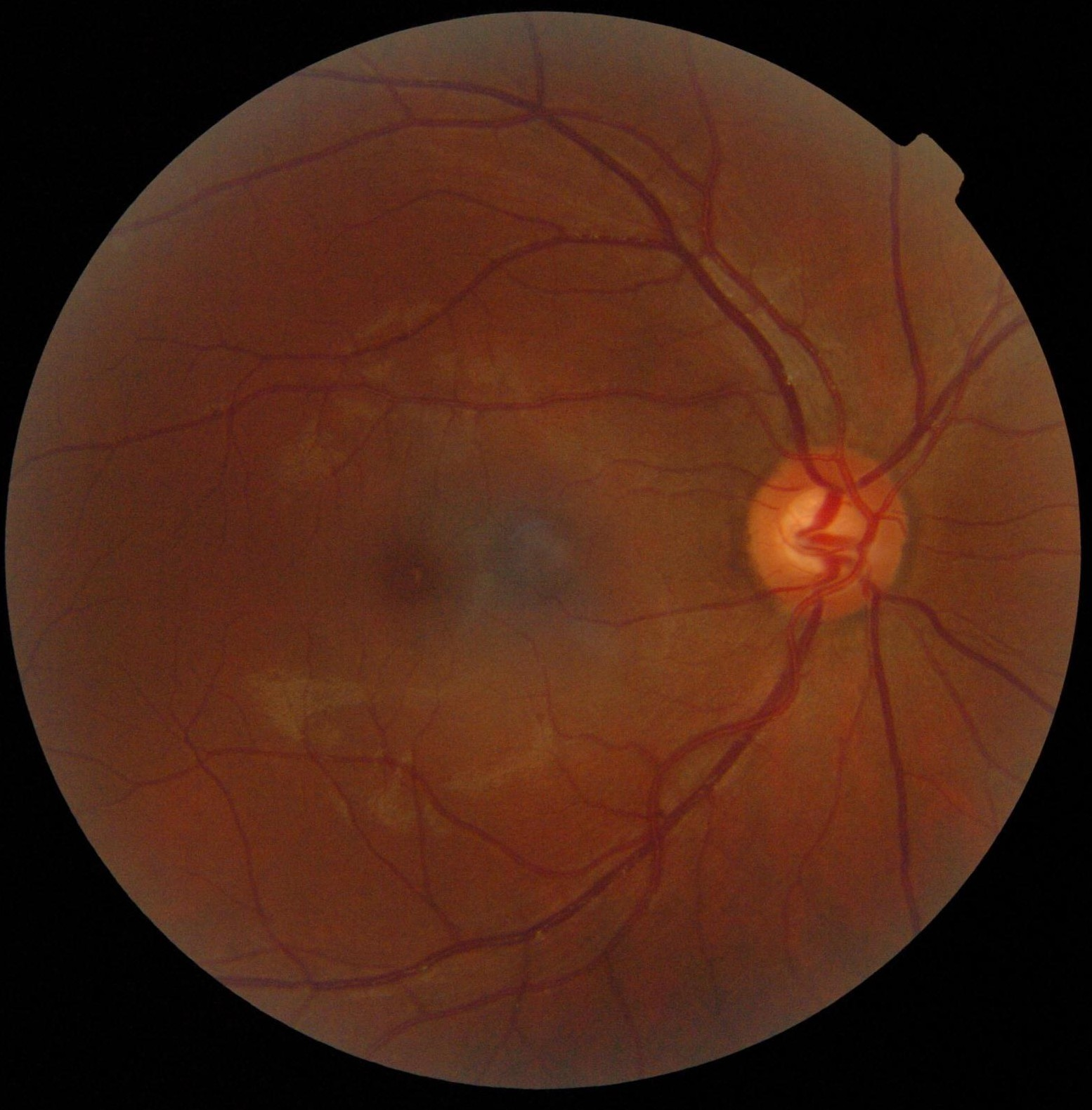
Bei der Augenspiegelung wird der Augenhintergrund betrachtet – nasal des sogenannten Gelben Flecks (Macula lutea) scheint die Sehnervenpapille als Stelle des Durchtrittes von Gefäßen und Nervenfasern hell auf

Zur klinischen Untersuchung der Funktionen des Sehnerven gehört die Beurteilung der Pupillen (Symmetrie, Form, Lichtreaktion) und des Augenhintergrundes mittels direkter Spiegelung. Die Papille (Papilla nervi optici) als die Stelle, wo die marklosen Nervenfasern der Netzhaut zusammenlaufen und den Bulbus als Sehnerv verlassen, kann mit dem Augenspiegel direkt betrachtet werden: sie erscheint vor dem rötlichen Augenhintergrund (Fundus oculi) etwa 4 mm nasal vom Gelben Fleck (Macula lutea) als kreisrunde hellgelbliche Scheibe (Discus nervi optici). Deren Kontur, Abblassung, Wölbung und Gefäßzeichnung kann unter anderem Hinweise geben auf einen Druckanstieg im Auge (Glaukompapille), im Schädel (Stauungspapille) oder in venösen (Zentralvenenthrombose) und arteriellen Gefäßen (Fundus hypertonicus) oder auf Entzündung (Retrobulbärneuritis).
Zur Abgrenzung von Sehnervenerkrankungen gegenüber Erkrankungen an anderen Stellen der Sehbahn dient häufig die Perimetrie, die Untersuchung des Gesichtsfelds mit Darstellung des Blinden Flecks. Die Erregungsleitung des Sehnervs und anschließender Abschnitte der Sehleitung lässt sich mit Hilfe visuell evozierter Potentiale (VEP) überprüfen. Als bildgebende Verfahren stehen Optische Kohärenztomographie (OCT) Sonographie, Computertomographie (CT) und Magnetresonanztomographie (MRT) zur Verfügung, mit denen neben den Verhältnissen im Auge auch die in der Augenhöhle und innerhalb des Schädels dargestellt werden können.

## Sehnervenfaser-Messung
Eine Sehnervenfaser-Messung mittels OCT wird von vielen deutschen Augenärzten als individuelle Gesundheitsleistung (IGeL-Leistung) angeboten bzw. beworben. Die gemessene Schichtdicke wird mit altersabhängigen Standardwerten verglichen.